# Reteporella parva
Reteporella parva är en mossdjursart som beskrevs av Hayward 1993. Reteporella parva ingår i släktet Reteporella och familjen Phidoloporidae. Inga underarter finns listade i Catalogue of Life.